# 嵬名济
嵬名济（?—?），又作昴星嵬名济廼，西夏将领，党项族嵬名氏。
夏惠宗大安八年（1082年）十一月，向北宋泾原经略司刘昌祚致书请和。大安十一年（1085年）九月，他和张聿正出使宋朝，进献一百匹山陵马，宋哲宗赐给西夏奉天新历。夏崇宗即位後，他担任监军。天祐民安八年（1097年），宋朝保安军李临沂率军围攻洪州，他率军援救，兵败，洪州失守。永安元年（1098年）四月，他率军攻打鄜延，围攻顺宁砦，宋朝守将张守德将他击退。八月，率兵守卫青岭，宋朝鄜延路属下将领苗履将他击败，五百余人阵亡，牛羊损失万计。十一月，跟随梁太后攻打平夏城，驻守白池，防御秦凤、鄜延，又被宋兵击败。永安二年（1099年），辽朝派人毒杀梁太后，夏崇宗派他向宋朝请和，宋朝不接纳。他向崇宗建议，让辽朝斡旋，和宋朝通好。三月，西夏派人向辽朝示好。十一月，他再次出使宋朝献马上表。